# Hans-Friedrich von Ploetz

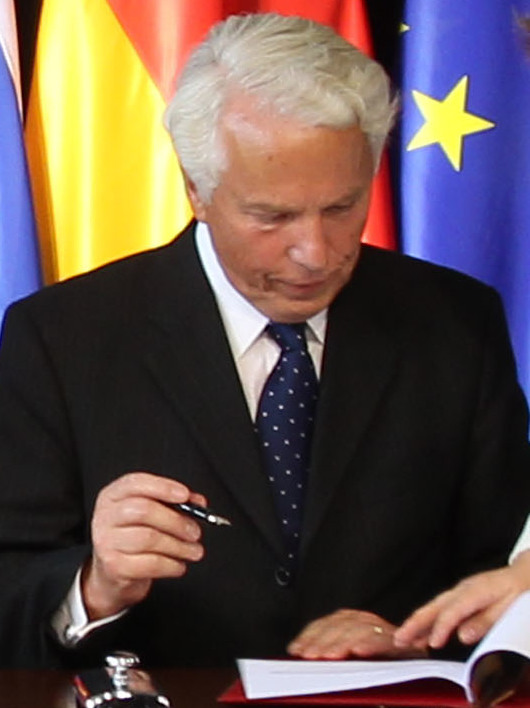
Hans-Friedrich von Ploetz, 2012

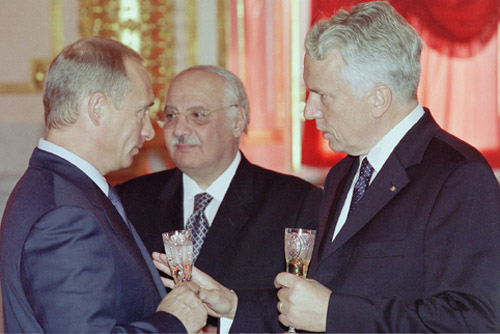
Von Ploetz im Moskauer Kreml im Gespräch mit Präsident Wladimir Putin im Kreml, 26. September 2002

Berthold Hans-Friedrich von Ploetz (* 12. Juli 1940 in Nimptsch, Provinz Schlesien) ist ein deutscher Jurist und Diplomat. Er war Staatssekretär im Auswärtigen Amt, NATO-Botschafter in Brüssel, sowie Botschafter in London und Moskau.

## Familie
Hans-Friedrich von Ploetz entstammt einem alten neumärkischen Adelsgeschlecht, das auf Gut Wartenberg in der Neumark im Jahr 1306 zuerst erscheint und seit 1509 in Pommern nachgewiesen ist, und ist der Sohn des früheren Gutsbesitzers und späteren Versicherungsangestellten Berthold von Ploetz (1903–1998), ab 1907 Namensführung „von Ploetz genannt von Krause“, und der Bessie von Voigt (1905–1975).
Von Ploetz heiratete am 7. August 1971 in Helsinki Päivi Marianna Leinonen (* 19. September 1948 in Helsinki), die Tochter von General Kaarlo Olavi Leinonen, Kommandeur der finnischen Streitkräfte, und Hilkka Virtanen. Er ist Vater von zwei Kindern.

## Leben
Nach dem Abitur im Jahr 1960 folgte das Studium der Rechtswissenschaften an den Universitäten Marburg, Berlin und Wien. Nach dem juristischen Staatsexamen war er wissenschaftlicher Mitarbeiter an der Universität Marburg und wurde 1967 zum Dr. jur. promoviert.
1966 trat er in den Auswärtigen Dienst ein. Zunächst war er in Marokko, dann in Finnland tätig. 1973 kam er zurück nach Bonn, wo er in der Wirtschaftsabteilung und im NATO-Referat der Politischen Abteilung arbeitete. Eine weitere Station führte in die USA und dann in den 1980er Jahren wieder nach Bonn, diesmal als stellvertretender Leiter und später Referatsleiter im Büro von Bundesaußenminister Hans-Dietrich Genscher. 1985 wurde er Leiter der Unterabteilung 20, zuständig für Westeuropa, Nordamerika, NATO, Westeuropäische Union und der Europäischen Einigung. 1988 wurde er stellvertretender Leiter der deutschen NATO-Botschaft in Brüssel.
Von Ploetz war dann von 1989 bis 1993 selbst deutscher NATO-Botschafter und Ständiger Vertreter im Nordatlantikrat. Bis 1994 war er Leiter der Europa-Abteilung im Auswärtigen Amt in Bonn und von 1994 bis 1998 als Nachfolger von Jürgen Trumpf beamteter Staatssekretär im Auswärtigen Amt, zuständig für Europäische Integration sowie Wirtschafts-, Kultur- und Rechtsfragen. Von 1999 bis 2002 war er Botschafter in der Deutschen Botschaft London und von 2002 bis 2005 in der Deutschen Botschaft Moskau.
Von Ploetz war von 2006 bis Dezember 2010 Sprecher der Geschäftsführung der Stiftung Deutsch-Russischer Jugendaustausch.
Von 1994 bis 1999 war er Aufsichtsratsmitglied der Deutschen Investitions- und Entwicklungsgesellschaft und von 2008 bis 2012 der Robert Bosch GmbH. Seit 2011 ist er Vorsitzender des Investment Advisory Council des Green Gateway Fund.
Des Weiteren ist er im Vorstand des Deutsch-Aserbaidschanischen Forums.
Von Ploetz ist für die Wermuth Asset Management GmbH tätig und wird dort als Mitglied des Investment Teams des Green Growth Fund 2 geführt.

## Ehrung
- 1988: Falkenorden
- 1996: Großes Silbernes Ehrenzeichen am Bande für Verdienste um die Republik Österreich[3]
- 1998: Großes Bundesverdienstkreuz
- 2011: Manfred-Wörner-Medaille

## Veröffentlichungen
- Der auswärtige Dienst vor neuen Herausforderungen. In: Karl Kaiser, Wolf-Dieter Eberwein (Hrsg.): Deutschlands neue Außenpolitik. Band 4: Institutionen und Ressourcen (= Schriften des Forschungsinstituts der Deutschen Gesellschaft für Auswärtige Politik e. V. Bonn. Reihe: Internationale Politik und Wirtschaft. Bd. 63). Oldenbourg, München 1998, ISBN 3-486-56115-4, S. 59–74.